# Monumenta
Monumenta es una localidad española perteneciente al municipio de Luelmo, en la provincia de Zamora, y la comunidad autónoma de Castilla y León.
Su término pertenece a la histórica y tradicional comarca de Sayago, con la que comparte sus especiales características, en especial de paisaje natural y urbano. Sus casas aún presentan la estructura y elementos tradicionales de la casa sayaguesa, con sus suelos de lachas de piedra, la prezacasa y la cocina con chimenea de campana. El recorrido por sus calles, el paseo por entre sus cortinas y arboledas permitirán al visitante llegar a olvidar el tiempo.

## Topónimo
Evidentes hermanos de este nombre de lugar son los frecuentísimos "Moimenta" de Portugal (Moimenta da Beira, Moimenta de Maceira Dão, Moimenta da Serra,...), documentados en textos medievales como "Monimenta". Se trata de herederos del latín "mōnūmentum" con significado de "erección conmemorativa", del verbo "monere" (exhortar o advertir), que en latín vulgar era "mōnīmentum", plural "mōnīmenta". Desde los clásicos se constata la acepción "túmulo, sepulcro". Como ya mostró Leite de Vasconcelos, los topónimos portugueses y gallegos Moimenta y Muimenta hacen siempre referencia a vestigios arqueológicos (necrópolis, megalitos), en general enterramientos, dólmenes y túmulos. El hecho de que deriven del plural neutro en –a no debe hacer pensar en un origen romano de la designación del lugar.

## Historia
En la Edad Media, Monumenta quedó integrado en el Reino de León, época en que habría sido fundado por sus monarcas en el contexto de las repoblaciones llevadas a cabo en Sayago, datando su primera referencia escrita del reinado de Fernando II de León, en el año 1161.
Posteriormente, en la Edad Moderna, Monumenta estuvo integrado en el partido de Sayago de la provincia de Zamora, tal y como reflejaba en 1773 Tomás López en Mapa de la Provincia de Zamora.
Así, al reestructurarse las provincias y crearse las actuales en 1833, la localidad se mantuvo en la provincia zamorana, dentro de la Región Leonesa, integrándose en 1834 en el partido judicial de Bermillo de Sayago, dependencia que se prolongó hasta 1983, cuando fue suprimido el mismo e integrado en el Partido Judicial de Zamora.

## Patrimonio
- La iglesia parroquial de San Clemente,[8] con su espadaña de en torno al siglo XVI.

- La ermita de Santa Ana, situada a las afueras del pueblo, cuenta con una imagen de en torno al siglo XVI con la Santa en actitud de enseñar a leer a la Virgen.

- La fuente Concejo, con cubierta de una sola lancha, en Sayago llamada "palombrera". Se accede por uno de sus dos puentes rústico, el más cercano a la fragua.

- La peña La Mora, con su agujero largo y estrecho, origen de la leyenda de la tejedora mora, que fundamenta la existencia de algún poblamiento prerromano.

En general, sus casas aún presentan la estructura y elementos tradicionales de la casa sayaguesa, con sus suelos de lanchas de piedra, la prezacasa y la cocina con chimenea de campana. El recorrido por sus calles, el paseo por entre sus cortinas y arboledas permitirán al visitante llegar a olvidar el tiempo.